# Нью-Саутгейт (станція)
51°36′51″ пн. ш. 0°08′36″ зх. д. / 51.6142° пн. ш. 0.1432° зх. д.
Нью-Саутгейт (англ. New Southgate) — залізнична станція Thameslink and Great Northern, розташована на межі боро Барнет та Енфілд, Лондон, Велика Британія, у 4-й тарифній зоні, за 10.4 km від Кінгс-кросс. Розташована між станціями Александра-палас та Оклі-парк. В 2018 пасажирообіг становив 0.837 млн осіб

## Історія
- 7 серпня 1850: відкриття станції як Колні-хетч-енд-Саутгейт
- 1 лютого 1855: перейменовано на Саутгейт-енд-Колні-хетч
- 1 жовтня 1876: перейменовано на Нью-Саутгейт-енд-Колні-хетч
- 1 березня 1883: перейменовано на Нью-Саутгейт-фор-Колні-хетч
- 1 травня 1923: перейменовано на Нью-Саутгейт-енд-Фрерн-Барнет
- 18 березня 1971: перейменовано на Нью-Саутгейт

## Пересадки
- На автобуси London Buses маршрутів: 221, 232, 382 та нічний маршрут N91
- На метростанцію Арнос-гроув